# Bromdiphenylmethan
Bromdiphenylmethan ist eine organische Verbindung. Es ist ein Derivat des Diphenylmethans, bei dem das zentrale Kohlenstoffatom zusätzlich mit einem Bromatom substituiert ist.

## Herstellung
Bromdiphenylmethan kann durch Bromierung von Benzhydrol mit wasserfreiem Bromwasserstoff in Pentan gewonnen werden. Eine Alternative ist die Bromierung von Diphenylmethan mit N-Bromsaccharin.

## Reaktionen
Durch Reaktion von Bromdiphenylmethan mit Quecksilber(II)-cyanid wurde erstmals Diphenylacetonitril hergestellt, diese Synthese liefert allerdings nur schlechte Ausbeuten.

## Verwendung
Der Arzneistoff Diphenhydramin wird durch Reaktion von Bromdiphenylmethan mit Dimethylaminoethanol hergestellt.